# Zichtow
Zichtow ist ein bewohnter Gemeindeteil im Ortsteil Bendelin der amtsfreien Gemeinde Plattenburg im Landkreis Prignitz in Brandenburg.

## Geographie
Die östlichste Siedlung der Gemeinde Plattenburg liegt 3 Kilometer nordöstlich von Bendelin, 12 Kilometer östlich von Plattenburg und 17 Kilometer ostsüdöstlich von Bad Wilsnack. Der Ort erstreckt sich beidseitig einer hier von Südwesten nach Nordosten führenden Kreisstraße. Straße und Siedlung liegen im Schatten eines wenige 100 Meter nordwestlich befindlichen und um die 70 Meter hohen Höhenzuges. Von diesem parallel zur Ortslage verlaufenden Höhenzug fällt das Gelände hier nach Südosten hin deutlich ab, bis es eine feuchte Niederung erreicht. Hier verläuft das Königsfließ, ein rechter Nebenfluss der Neuen Jäglitz. Dieses Gewässer bildet hier die Grenze zu den Nachbarorten im Osten und Südosten.
Die Nachbarorte sind Söllenthin und Görike im Norden, Barenthin im Osten, Kötzlin und Karlsruhe im Süden, sowie Netzow im Westen.

## Geschichte
Die erste schriftliche Erwähnung findet sich 1324/41 oder 1370/85 in der Schreibweise Sichtow. 1488/90 ist der Ort als to Sightow, 1503 to Sichtow und 1559 als Zichtow belegt.
Um 1804 gehörte der Ort mit seinen sechs Feuerstellen und 29 Einwohnern zum Plattenburgischen Kreis der Prignitz und war ein nach „Sölenthin“ eingepfarrtes Vorwerk, welches zudem zwei Einlieger und eine Schäferei umfasste. Es befand sich damals im Besitz des Leutnants von Saldern zu Plasten und als Adressort diente das Postamt in Kletzke.
1816 kam Zichtow zum Kreis Westprignitz, der ab 1939 als Landkreis Westprignitz fortbestand. Ab 1952 gehörte der Ort zum Kreis Perleberg im Bezirk Schwerin, bevor er am 6. Dezember 1993 ein Teil des Landkreises Prignitz wurde.
Zum 31. Dezember 2001 schloss sich Bendelin mit sieben anderen Gemeinden zur amtsfreien Gemeinde Plattenburg zusammen. Der bisherige Ortsteil wurde mit diesem Zusammenschluss ein bewohnter Gemeindeteil der neugebildeten Gemeinde.

### Einwohnerentwicklung
| Jahr      | 1734 | 1772 | 1791 | 1801 | 1817 | 1837 | 1858 | 1871 | 1895 | 1925 | 1991 |
| --------- | ---- | ---- | ---- | ---- | ---- | ---- | ---- | ---- | ---- | ---- | ---- |
| Einwohner | 17   | 20   | 24   | 29   | 31   | 38   | 48   | 67   | 88   | 121  | 82   |

## Wirtschaft und Infrastruktur
Über die durch den gesamten Ort verlaufende Kreisstraße 7003 ist er an die gut sieben Kilometer westlich gelegene und von Havelberg nach Pritzwalk führende Bundesstraße 107 angeschlossen.
Das ehemalige Gut Zichtow verfügte früher über einen eigenen Bahnanschluss. Über die sogenannte Zichtower Ochsenbahn bestand eine Verbindung in das nur knapp drei Kilometer östlich liegende Barenthin. Am damaligen Güterbahnhof der ehemaligen Kleinbahn Kyritz–Rehfeld–Breddin endete diese kleine Anschlussbahn. Dieser Haltepunkt mit Ladestation befand sich westlich vom Ortsausgang der heutigen Kreisstraße 7001 in Richtung Kötzlin.